# Ariadna daweiensis
Ariadna daweiensis är en spindelart som beskrevs av Yin, Xu och Youhui Bao 2002. Ariadna daweiensis ingår i släktet Ariadna och familjen sexögonspindlar. Inga underarter finns listade i Catalogue of Life.